# 9 Live&Live
9 Live&Live è il secondo album dal vivo del gruppo musicale italiano Negrita, pubblicato il 4 marzo 2016 dalla Universal Music Group.

## Descrizione
Le tracce dal vivo del CD sono state registrate nelle date estive di Reggio Emilia, Nola e Golfo Aranci. Il CD presenta inoltre due inediti registrati in studio, I tempi cambiano e Quelli che non sbagliano mai.
Il DVD contiene invece il video, quasi integrale, del concerto tenuto dalla band al Mediolanum Forum di Assago il 18 aprile 2015, durante il tour nei palazzetti iniziato dopo l'uscita di 9.

## Tracce
CD
1. I tempi cambiano – 4:16 – inedito
2. Quelli che non sbagliano mai – 4:14 – inedito
3. Mondo politico – 4:47
4. Il gioco – 3:41
5. Poser – 3:57
6. Se sei l'amore – 5:24
7. 1989 – 4:12
8. Que serà serà – 3:35
9. Baby I'm in Love – 4:33
10. Ritmo umano – 4:27
11. Vola via con me – 4:03
12. Se sei l'amore (Alternative Love Version) – 5:30

DVD
1. Mondo politico
2. Poser
3. Baby, I'm in Love
4. In ogni atomo
5. Cambio
6. Se sei l'amore
7. 1989
8. Brucerò per te
9. La tua canzone
10. E sia splendido
11. Radio Conga
12. Bambole
13. Il libro in una mano, la bomba nell'altra
14. Rotolando verso sud
15. A modo mio
16. Ho imparato a sognare
17. Il gioco
18. Che rumore fa la felicità?
19. Mama maé
20. Gioia infinita
21. Under My Skin (Docu-Film sulla realizzazione dell'album 9)

## Formazione
- Pau – voce, chitarra, percussioni
- Drigo – chitarra, cori
- Mac – chitarra
- Giacomo Rossetti – basso
- Guglielmo "Ghando" Ridolfo Gagliano – tastiera, cori
- Cristiano Dalla Pellegrina – batteria

## Classifiche
| Classifica (2016) | Posizione massima |
| ----------------- | ----------------- |
| Italia            | 5                 |